# جانا جردن
 جانا جردن (انگلیسی: Jana Jordan؛ زادهٔ ۹ مارس ۱۹۸۶ در شهر سن آنتونیو، ایالت تگزاس) مدل بزرگسال و بازیگر پورنوگرافی اهل ایالات متحده آمریکا است که به عنوان پت ماه آگوست سال ۲۰۰۷ در مجله پنت هاوس معرفی شد.